# Distretto di Matahuasi
Il distretto di Matahuasi  è uno dei diciassette distretti della provincia di Concepción, in Perù. Si trova nella regione di Junín e si estende su una superficie di 24.74   chilometri quadrati.